# Bemlos pualani
Bemlos pualani är en kräftdjursart som först beskrevs av J. L. Barnard 1970.  Bemlos pualani ingår i släktet Bemlos och familjen Aoridae. Inga underarter finns listade i Catalogue of Life.